# Happy House
Happy House (1999) és una sèrie de comèdia de tretze episodis produïda per Fair Play produccions S.A. per a RTVE amb el suport del Departament de Cultura de la Generalitat de Catalunya.

## Sinopsi
Quatre estudiants d'art dramàtic s'instal·len en un pis vell de l'Eixample de Barcelona, impulsats per un esperit ocupa i experimental. Bategen l'espai amb el nom de Happy House.

## Capítols de la sèrie
1. Pollastre amb nous xineses
2. Ocupar és compartir
3. Gigoló, Gigoló
4. Ha nascut una Pepa
5. Amb la panxa plena
6. Otel·lo contra el vampir superdotat
7. La Queen de Carnaval
8. Cada ovella amb la seva parella
9. Pijos, homeless y percantes
10. Rollus Bollus
11. La gata a la teulada
12. L'última corrida
13. Joves i rebels (llargmetratge)